# Шнеєров Яків Аронович
Яків Аронович Шнеєров (13 липня 1909, Брагін — 12 травня 1997, Москва) — український, російський і радянський металург, науковець. Доктор технічних наук (1972), професор (1972). Співавтор рекордів сталевара-новатора Макара Мазая, автор комплексу робіт із переводу мартенівських печей на подвійну садку, розробник технологій виробництва снарядної та броньованої сталей у великовантажних мартенівських печах.
В першій половині XX століття — начальник мартенівського цеху, головний інженер низки металургійних заводів СРСР, зокрема Маріупольського та Магнітогорського, головний сталеплавильник СРСР (1941—1942). У 1950 році розпочав наукову діяльність, майже 15 років завідував лабораторією сталеплавильного виробництва Українського державного науково-дослідного інституту металів (1950—1964), понад 20 років — відділом металургії сталі Інституту чорної металургії АН УРСР (1964—1985).
Лауреат Сталінської премії III ступеня (1947), Державної премії УРСР в галузі науки і техніки (1972) та премії Ради Міністрів СРСР (1990), заслужений діяч науки УРСР (1979).

## Життєпис
Народився 13 (згідно інших даних, 12) липня 1909 року в селищі Брагін (теперішня Білорусь).
У 1931 році закінчив Ленінградський політехнічний інститут імені М. І. Калініна. Відтоді ж — інженер металургійного відділу, начальник зміни мартенівського цеху ленінградського заводу «Червоний путилівець».
У 1933 році, за особистим наказом народного комісару важкої промисловості СРСР Серго Орджонікідзе, ввійшов до числа 100 металургів, направлених на роботу до Маріупольського металургійного заводу імені Ілліча. На заводі обіймав посади заступника начальника мартенівських цехів «Б» (з виплавки броньованої сталі) та «А», начальника мартенівського цеху № 2.
З 1938 року — керівник сталеплавильної групи Головного управління металургійної промисловості Народного комісаріату важкої промисловості СРСР. З 1941 року — головний сталеплавильник виробничого відділу Народного комісаріату чорної металургії СРСР, фактично головний сталеплавильник СРСР. З 1942 року — головний інженер, заступник директора Магнітогорського металургійного комбінату.
У 1950 році розпочав наукову діяльність, переїхав до Харкова, де протягом 14 років обіймав посаду завідувача лабораторії сталеплавильного виробництва Українського державного науково-дослідного інституту металів. У 1955 році здобув науковий ступінь кандидата технічних наук, захистивши дисертацію на тему «Исследование работы мартеновских печей большого тоннажа».
З 1964 року жив у Дніпропетровську, в будинку № 8 на вулиці Дзержинського. Понад 20 років завідував відділом металургії сталі Інституту чорної металургії АН УРСР. У 1972 році здобув науковий ступінь доктора технічних наук, захистивши дисертацію на тему «Полуспокойная сталь», тоді ж затверджений у вченому званні професора.
З 1985 року жив у Москві, де до кінця життя обіймав посаду головного спеціаліста Центрального науково-дослідного інституту інформації та техніко-економічних досліджень чорної металургії «Чорметінформація». Помер на 88-му році життя 12 травня 1997 року.

## Наукова та виробнича діяльність
Автор понад 300 наукових робіт, 50 авторських свідоцтв на винаходи. Серед учнів Якова Шнеєрова — доктори наук Валерій Вихлевщук, Володимир Поляков, Іван Кобеза, Ремуальд Старов тощо.
Під час роботи на Маріупольському металургійному заводі імені Ілліча, поглибивши ванну мартенівської печі та здійснивши розрахунки виплавки, технічно забезпечив рекорди сталевара-новатора Макара Мазая, який назвав новий метод сталеваріння методом Мазая-Шнеєрова. Після робочої зустрічі з народним комісаром важкої промисловості СРСР Серго Орджонікідзе Яків Шнеєров і Макар Мазай були премійовані особистими автомобілями. Ім'я Якова Шнеєрова через антисемітичну політику в СРСР у подальшому було викреслене з усіх публікацій про Макара Мазая. Першим співпрацю Шнеєрова з Мазаєм, незадовго до смерті першого, виявив у архівах маріупольський краєзнавець Лев Яруцький.
В часи німецько-радянської війни організовував роботу сталеплавильного переділу Магнітогорського металургійного комбінату — одного з найбільших постачальників металу, зокрема броньованої та снарядної сталей, для фронту. Розробив технологію хімічного закупорювання сталі, яку удосконалював протягом своєї наукової діяльності. За розробку та впровадження приладів автоматичного управління мартенівським і доменним процесами, спільно із Костянтином Зуцем, вже після війни був нагороджений Сталінською премією III ступеня.
Перейшовши до наукової діяльності в Українському державному науково-дослідному інституті металів (Харків), удосконалював технологічний процес мартенівської виплавки, на комбінаті «Азовсталь» розробив технології:
- переділу фосфористого чавуна;
- виробництва напівспокійної та закупореної киплячої сталей;
- використання кисню для продування ванни мартенівської печі.

Свої дослідження в інституті Яків Шнеєров узагальнив у монографіях «Мартеновская печь большой ёмкости» (1956), «Передел фосфористых чугунов в мартеновских печах» (1961).
Відділ металургії сталі Інституту чорної металургії АН УРСР (ІЧМ) у Дніпропетровську, під керівництвом професора Шнеєрова, став головною науковою структурою в СРСР за напрямами «Виплавка сталі в конвертерах, мартенівських і двованнових печах» і «Розлив сталі в виливниці та підвищення якості зливка». У відділі було створено 8 науково-дослідних лабораторій. В ІЧМ Яків Шнеєров здійснив комплекс досліджень з інтенсифікації мартенівської виплавки шляхом подання кисню до ванни печі. Завдяки роботам професора Шнеєрова кількість мартенівської сталі з застосуванням кисню в Україні зросла з 9,9 (на 1960 рік) до 26,3 мільйонів тон (на 1970 рік). Відділ співпрацював із Макіївським металургійним комбінатом, комбінатами імені Ф. Е. Дзержинського, «Запоріжсталь», Криворізьким металургійним заводом імені Леніна тощо.
Науковий доробок професора був детально проаналізований його учнем, професором Володимиром Поляковим, у 2009 році, до 100-річчя від дня народження Якова Шнеєрова.

## Науковий доробок (частковий)
- Исследование работы мартеновских печей большого тоннажа: диссертация кандидата технических наук : 05.00.00. — Ленинград, 1954. — 189 с. : ил.
- Мартеновская печь большой емкости. — Москва: Металлургиздат, 1956. — 107 с. : ил.
- Технология мартеновской плавки: (Обобщение передового опыта) / Я. А. Шнееров, А. Н. Морозов ; Укр. ин-т металлов. Челяб. политехн. ин-т. — Москва: Металлургиздат, 1957. — 219 с. : черт.
- Передел фосфористых чугунов в мартеновских печах / Я. А. Шнееров, В. В. Лепорский, Д. С. Казарновский и др. ; (Под ред. Э. А. Шнеерова). — Москва: Металлургиздат, 1961. — 256 с., 1 л. схем. : ил.
- Производство полуспокойной стали / Я. А. Шнееров, И. А. Зайцев, С. Т. Зайков и др. ; Глав. ред.: Я. А. Гольдин ; Гос. ком. Совета Министров СССР по координации науч.-исслед. работ. Центр. ин-т информации черной металлургии. — Москва: ЦИИНЧМ, 1961. — 50 с. : ил.
- Повышение эффективности использования кислорода в мартеновских печах / Я. А. Шнееров, И. Б. Шукстульский, М. Я. Меджибожский и др. // Бюл. ЦНИИТЭИЧМ. — 1964. — № 22. — С.

3–10.
- Высокопроизводительная работа 250–т мартеновской печи с интенсивной продувкой ванны кислородом / М. Я. Меджибожский, Я. А. Шнееров, А. И. Жуков и др. // Бюл. ЦНИИТЭИЧМ. — 1965. — № 24. — С. 1–8.
- Производство стали: [Доклады конференции. 16-19 ноября 1964 г. Днепропетровск] / Науч. ред. Я. А. Шнееров. — Москва: Металлургия, 1966. — 55 с. : ил.
- Обобщение опыта эксплуатации мартеновских печей большой емкости: (По материалам Межзаводской школы) / М-во черной металлургии СССР. Центр. правл. Науч.-техн. о-ва черной металлургии. Центр. науч.-исслед. ин-т информации и техн.-экон. исследований черной металлургии ; Я. А. Шнееров, К. М. Трубецков, И. П. Басьяс и др. — Москва: Черметинформация, 1966. — 84 с.
- Передовой опыт работы сталеплавильных цехов металлургических заводов УССР / М. Я. Меджибожский, А. И. Жуков, Я. А. Шнееров и др. — К., 1966. — 53 с.
- Высокопроизводительная работа мартеновской печи с преимущественным расходом кислорода на продувку ванны / Я. А. Шнееров, А. И. Жуков, М. Я. Меджибожский и др. // Бюл. ЦНИИТЭИЧМ. — 1967. — № 1. — С. 13–24.
- О повышении экономической эффективности продувки ванны мартеновских печей кислородом / Я. А. Шнееров, В. А. Роменец, Ю. В. Юзов и др. — Москва: Черметинформация, 1968. — 9 с. : ил.
- Стойкость огнеупорной кладки при интенсивной продувке ванны мартеновской печи кислородом / Я. А. Шнееров, В. Я. Ботвинский, А. С. Горовицкий, В. И. Шведченко, М. Я. Меджибожский // Огнеупоры. — 1968. — № 10. — С. 30–35.
- Увеличение производительности мартеновской печи в два раза при продувке ванны кислородом / Я. А. Шнееров, А. И. Жуков, М. Я. Меджибожский и др. // Бюл. ЦНИИТЭИЧМ. — 1968. — № 3. — С. 17–31.
- Разливка стали под шлаком и другими материалами / Я. А. Шнееров, В. Ф. Поляков, С. Е. Гринберг. — Москва: Черметинформация, 1969. — 10 с.
- Совершенствование и повышение эффективности кислородно-конвертерного производства стали в УССР и за рубежом: [Обзор] / С. Н. Гончаров, Н. П. Конашко, А. М. Поярков, С. Т. Зайков ; Под ред. Я. А. Шнеерова ; Гос. план. ком. Совета Министров УССР. Укр. науч.-исслед. ин-т науч.-техн. информации и техн.-экон. исследований. ЦБТИ М-ва черной металлургии. — Киев: [б. и.], 1969. — 88 с. : ил.
- Полуспокойная сталь: диссертация доктора технических наук : 05.00.00. — Днепропетровск, 1970. — 299 с. : ил.
- Дешевые синтетические шлаки для обработки стали массового производства в ковше / Я. А. Шнееров, В. Г. Федорович, Е. М. Огрызкин и др. — Москва: Черметинформация, 1970. — 14 с. : табл.
- Разливка стали и качество слитка: [Сборник статей] / [Ред. коллегия: канд. техн. наук Я. А. Шнееров и др.] ; АН УССР. Ин-т проблем литья. М-во черной металлургии СССР. Ин-т черной металлургии. — Киев: [Изд-во ИПЛ], 1971. — 188 с., 1 л. черт. : ил.
- Полуспокойная сталь / Я. А. Шнееров, В. А. Вихлевщук. — Москва: Металлургия, 1973. — 367 с. : ил.
- Повышение качества шихтовых материалов / З. И. Некрасов, Я. А. Шнееров. — Москва: [б. и.], 1973. — 21 с.
- Повышение эффективности разливки стали в изложницы: Темат. отрасл. сб. / М-во чер. металлургии СССР; [Редкол.: Я. А. Шнееров (пред.) и др.]. — Москва: Металлургия, 1981. — 71 с. : ил.
- Процессы выплавки стали в конверторах и мартеновских печах: Темат. отрасл. сб. / М-во чер. металлургии СССР; [Редкол.: Я. А. Шнееров (пред.) и др.]. — Москва: Металлургия, 1982. — 87 с. : ил.
- Вопросы теории и практики разливки стали в изложницы и проблемы улучшения качества слитка: Темат. отрасл. сб. / М-во чер. металлургии СССР; [Редкол.: Я. А. Шнееров (пред.) и др.]. — Москва: Металлургия, 1983. — 56 с. : ил.
- Разливка стали в изложницы: Темат. отрасл. сб. / М-во чер. металлургии СССР; [Редкол.: Я. А. Шнееров (пред.) и др.]. — Москва: Металлургия, 1984. — 62 с. : ил.
- Разливка стали в изложницы и качество слитка: тематический сборник научных трудов / Ин-т чер. металлургии; [редкол.: Я. А. Шнееров (пред.) и др.]. — Москва: Металлургия, 1984. — 55 с. : ил.
- Технология выплавки стали в конверторных и мартеновских цехах: Темат. сб. науч. тр. / М-во чер. металлургии СССР; [Редкол.: Я. А. Шнееров (пред.) и др.]. — Москва: Металлургия, 1984. — 80 с. : ил.
- Технология выплавки конверторной и мартеновской стали: Темат. сб. науч. тр. / Ин-т чер. металлургии; [Редкол.: Я. А. Шнееров (пред.) и др.]. — Москва: Металлургия, 1985. — 95 с. : ил.
- Совершенствование технологии производства стали в конверторах и мартеновских цехах: Темат. сб. науч. тр. / Ин-т чер. металлургии; [Редкол.: Я. А. Шнееров (пред.) и др.]. — Москва: Металлургия, 1985. — 94 с. : ил.
- Совершенствование технологии разливки стали в изложницы: тематический сборник научных трудов / Ин-т чер. металлургии ; [редкол.: Я. А. Шнееров (пред.) и др.]. — Москва: Металлургия, 1986. — 69 с. : ил.
- Повышение эффективности технологии выплавки конвертерной и мартеновской стали: тематический сборник научных трудов / Ин-т чер. металлургии ; [редкол.: Я. А. Шнеееров (пред.) и др.]. — Москва: Металлургия, 1986. — 95 с. : ил.
- Повышение эффективности разливки стали в изложницы: тематический сборник научных трудов / Ин-т чер. металлургии ; [редкол.: Я. А. Шнееров (пред.) и др.]. — Москва: Металлургия, 1987. — 87 с. : ил.

### Авторські свідоцтва на винаходи (у співавторстві)
- 1950 — «Устройство для автоматического регулирования разливки стали из ковша»
- 1961 — «Экзотермическая смесь для обогрева прибыли стального слитка»
- 1967 — «Способ химического закупоривания слитков кипящей стали»
- 1969 — «Установка для выплавки синтетического шлака»
- 1970 — «Шлакообразующий материал»
- 1970 — «Способ обработки металла синтетическим шлаком»
- 1971 — «Устройство для смазки изложниц»
- 1972 — «Устройство для продувки чугуна»
- 1972 — «Установка для разливки стали»
- 1972 — «Способ рафинирования стали»
- 1973 — «Способ десульфурации шлака»
- 1973 — «Шлакообразующая смесь»
- 1974 — «Способ получения полуспокойной стали»
- 1975 — «Фурма для продувки металла»
- 1975 — «Сталь»
- 1975 — «Прибыльная надставка»
- 1975 — «Смазка для изложниц»
- 1976 — «Экзометрическая смесь для легирования стали»
- 1976 — «Способ получения стали»
- 1977 — «Экзотермическая смесь для утепления головной части слитка»
- 1977 — «Состав сварочной проволоки»
- 1977 — «Шлакообразующая смесь для разливки стали»
- 1977 — «Экзотермическая смесь для утепления головной части слитка и способ ее приготовления»
- 1977 — «Способ выплавки стали»
- 1977 — «Устройство для ввода зонда в конвертор»
- 1978 — «Конструкционная сталь»
- 1978 — «Смесь для обработки жидкой стали»
- 1978 — «Устройство для продувки жидкого металла»
- 1978 — «Устройство для продувки металла»
- 1978 — «Способ производства конструкционной стали»
- 1978 — «Покрытие для литейных форм»
- 1978 — «Огнеупорная масса»
- 1978 — «Фурма для донной продувки металла»
- 1979 — «Способ производства кипящей нестареющей стали»
- 1979 — «Поддон изложницы»
- 1979 — «Способ нанесения защитного покрытия»
- 1979 — «Изложница для слитков»
- 1979 — «Сплав для легирования стали»
- 1979 — «Способ защиты поддона изложницы»
- 1980 — «Теплоизоляционный вкладыш»
- 1980 — «Поддон для отливки прямоугольных слитков»
- 1980 — «Способ выплавки стали в электропечи»
- 1980 — «Чушка алюминиевая для раскисления стали»
- 1980 — «Теплоизолирующая смесь для непрерывной разливки металла»
- 1981 — «Шлакообразующая смесь для разливки стали»
- 1981 — «Устройство для обслуживания амбразуры металлургического агрегата»
- 1981 — «Шлакообразующая смесь для разливки кипящей стали»
- 1981 — «Защитное покрытие для поддонов иизложниц»
- 1981 — «Способ производства углеродистой стали из низкофосфористых чугунов»
- 1982 — «Арматурная сталь»
- 1982 — «Кристаллизатор для установок непрерывной разливки стали»
- 1982 — «Способ выплавки стали в кислородном конвертере»
- 1982 — «Способ обработки жидкой стали»
- 1982 — «Паста для ремонта изложниц»
- 1983 — «Способ изготовления стальных слитков»
- 1983 — «Способ производства стали»
- 1983 — «Способ химического закупоривания слитков кипящей стали»
- 1983 — «Смесь для рафинирования стали»
- 1984 — «Промежуточный ковш»
- 1984 — «Слиток алюминиевый для раскисления стали»
- 1984 — «Теплоизолирующая смесь для сифонной разливки стали»
- 1984 — «Экзотермическая смесь для прибыльной части стального слитка»
- 1984 — «Интенсификатор кипения стали»
- 1986 — «Способ выплавки стали в конвертерах»
- 1986 — «Фурма для донной продувки металлического расплава»
- 1986 — «Чушка для обработки жидкого металла»
- 1986 — «Устройство для определения технологических параметров плавки»
- 1986 — «Устройство для отбора проб и замера температуры жидкого металла»
- 1987 — «Способ непрерывной разливки металлов»

## Нагороди
- 1947 — Сталінська премія III ступеня — «за розробку та впровадження приладів автоматичного управління мартенівським і доменним процесами»
- 1972 — Державна премія УРСР в галузі науки і техніки — «за розробку і широке впровадження в народне господарство напівспокійних сталей замість спокійних»
- 1979 — заслужений діяч науки УРСР
- 1990 — премія Ради Міністрів СРСР — «за розробку ресурсозберігаючих процесів доводки та глибокого рафінування сталі в ковші та створення установок доводки металу для їх здійснення»[8]
- два ордени Трудового Червоного Прапора
- орден «Знак пошани»
- медаль «За доблесну працю у Великій Вітчизняній війні 1941—1945 рр.»[2]